# Unstrut-Hainich-Kreis
Unstrut-Hainich-Kreis – powiat w niemieckim kraju związkowym Turyngia. Siedzibą powiatu jest Mühlhausen/Thüringen.

## Podział administracyjny
W skład powiatu Unstrut-Hainich wchodzą:
- cztery miasta (Stadt)
- trzy gminy (Landgemeinde)
- siedem gmin wiejskich (Gemeinde)
- jedna wspólnota administracyjna (Verwaltungsgemeinschaft)

Miasta:
| Lp. | Nazwa miasta              | Ludność (31 grudnia 2018) | Powierzchnia km² |
| --- | ------------------------- | ------------------------- | ---------------- |
| 1   | Bad Langensalza           | 17.441                    | 129,37           |
| 2   | Bad Tennstedt             | 2.482                     | 27,27            |
| 3   | Mühlhausen/Thüringen      | 37.048                    | 150,53           |
| 4   | Nottertal-Heilinger Höhen | 5.742                     | 75,96            |

Gminy:
| Lp. | Nazwa gminy     | Ludność (31 grudnia 2018) | Powierzchnia km² |
| --- | --------------- | ------------------------- | ---------------- |
| 1   | Südeichsfeld    | 7.205                     | 62,79            |
| 2   | Unstrut-Hainich | 5.967                     | 117,09           |
| 3   | Vogtei          | 4.404                     | 49,50            |

Gminy wiejskie:
| Lp. | Nazwa gminy  | Ludność (31 grudnia 2018) | Powierzchnia km² |
| --- | ------------ | ------------------------- | ---------------- |
| 1   | Großvargula  | 703                       | 15,19            |
| 2   | Herbsleben   | 2.890                     | 25,02            |
| 3   | Kammerforst  | 795                       | 16,92            |
| 4   | Körner       | 1.813                     | 30,64            |
| 5   | Marolterode  | 342                       | 9,46             |
| 6   | Oppershausen | 290                       | 8,58             |
| 7   | Unstruttal   | 6.130                     | 100,65           |

Wspólnoty administracyjne:
| Lp. | Nazwa wspólnoty administracyjnej | Ludność (31 grudnia 2018) | Powierzchnia km² | Liczba gmin |
| --- | -------------------------------- | ------------------------- | ---------------- | ----------- |
| 1   | Bad Tennstedt                    | 6.657                     | 133,65           | 12          |

## Zmiany administracyjne
- 31 grudnia 2012
  - rozwiązanie wspólnoty administracyjnej Vogtei
  - utworzenie gminy Vogtei
- 1 stycznia 2019
  - rozwiązanie wspólnoty administracyjnej Unstrut-Hainich
  - przyłączenie gminy Weinbergen do miasta Mühlhausen/Thüringen
  - przyłączenie gminy Klettstedt do miasta Bad Langensalza
- 31 grudnia 2019
  - rozwiązanie wspólnoty administracyjnej Schlotheim
- 1 stycznia 2023
  - likwidacja gmin Anrode, Dünwald oraz Menteroda
- 1 stycznia 2024
  - przyłączenie gminy Schönstedt do gminy Unstrut-Hainich
  - zlikwidowanie gminy Rodeberg
  - przyłączenie gminy Hallungen z powiatu Wartburg do gminy Südeichsfeld